# 15 d'Andròmeda
15 d'Andròmeda (15 Andromedae) és una estrella a la constel·lació d'Andròmeda. Té una magnitud aparent de 5,55. La seva distància estimada de la Terra és d'11,62 anys llum.
15 d'Andròmeda és una gegant blanca de tipus espectral A1III.
Encara que té una edat aproximada de 130 milions d'anys –un 3% de l'edat del Sol–, és un estrella evolucionada semblant a Askella (ζ Sagittarii) o a les components del sistema ζ Bootis.
Una mica més calent que aquestes, 15 Andromedae té una temperatura efectiva entre 9020 i 9225 K i una lluminositat 27 vegades superior a la lluminositat solar.
És 2,7 vegades més massiva que el Sol i el seu contingut metàl·lic és notablement inferior al solar ([Fe/H] = -0,50).
Es troba envoltada per un disc de pols circumestel·lar, com suggereix un excés en l'emissió de radiació infraroja tant a 24 μm com a 70 μm.
Aquest disc de pols es troba a unes 50 ua de l'estrella.
15 d'Andròmeda és una variable Delta Scuti que sofreix petits canvis en la seva lluminositat deguts a pulsacions radials i no-radials en la seva superfície.
γ Coronae Borealis i τ Pegasi són, dins d'aquesta classe de variables, estels similars a 15 Andromedae.
El període d'oscil·lació principal és de 0,040 dies (0,97 hores), sent la variació de lluentor de sol 0,0019 magnituds; un segon període de 0,045 dies ha estat també detectat.
Igualment s'inclou 15 Andromedae en el grup de les estrelles Lambda Bootis.
Com a variable rep la denominació de V340 d'Andròmeda.